# George Forrester
Pour les articles homonymes, voir Forrester.
George Forrester, né en 1802 à Liverpool où il est mort en 1890, est un ingénieur et armateur britannique.

## Biographie

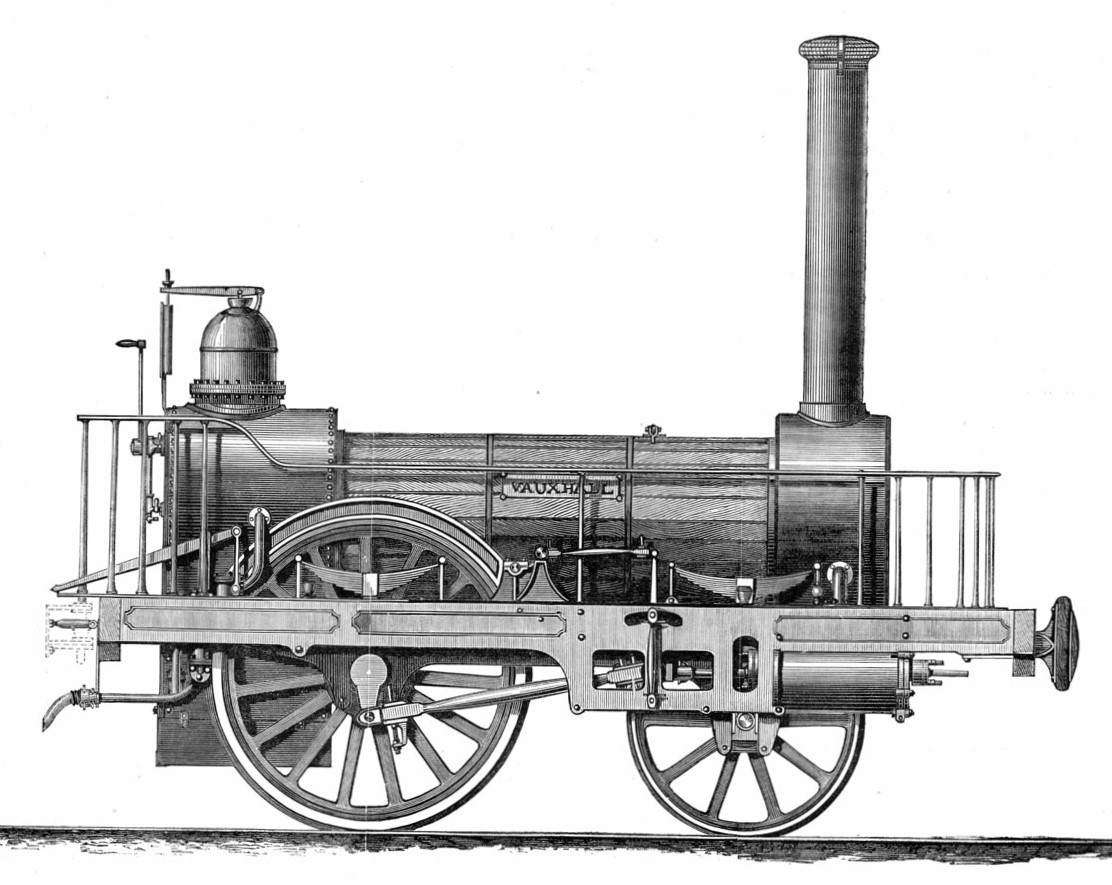
La locomotive Swiftsure construite par Forrester en 1834

Après avoir travaillé comme ingénieur pour la Vauxhall Foundry, Forrester fonde en 1827 son entreprise et se spécialise dans la construction de locomotives pour les chemins de fer. Il invente en 1834 la locomotive Swiftsure, puis, quatre ans plus tard, décide d'investir dans la construction navale. Il crée ainsi divers navires dont le Swift (1838), l' Advance (1838) ou encore le Dart.
Il présente en 1851 à l'exposition universelle un modèle de locomotive et affrète dans les années 1860 le Great-Eastern qu'il conserve peu de temps.
Son entreprise cesse ses activités en 1890 au moment de sa mort.
Il est mentionné par Jules Verne, qui écrit « Forester » dans le chapitre II de son roman Une ville flottante au sujet du Great-Eastern.